# دائرة مدارس مجتمع دوبيوك
دائرة مدارس مجتمع دوبيوك Dubuque Community School District (DCSD) هي دائرة مدارس حكومية مقرها في دوبيوك في آيوا في الولايات المتحدة. وتدير المدارس في شرق مقاطعة دوبيوك، وهي سابع أكبر دائرة مدرسية في ولاية أيوا. واعتبارًا من العام الدراسي 2021-2022، بلغ عدد الطلاب المسجلين في تلك المدارس 10,535 طالبًا. 